# Chrysopera
Chrysopera är ett släkte av fjärilar. Chrysopera ingår i familjen nattflyn.
Kladogram enligt Catalogue of Life:
| Chrysopera | \| \| Chrysopera combinans \| \| \| \| \| \| Chrysopera quadrilunata \| \| \| \| |
|            | \| \| Chrysopera combinans \| \| \| \| \| \| Chrysopera quadrilunata \| \| \| \| |
|            | Chrysopera combinans                                                             |
|            |                                                                                  |
|            | Chrysopera quadrilunata                                                          |
|            |                                                                                  |